# Helicopsyche harmothoe
Helicopsyche harmothoe är en nattsländeart som först beskrevs av Schmid 1993.  Helicopsyche harmothoe ingår i släktet Helicopsyche och familjen Helicopsychidae. Inga underarter finns listade i Catalogue of Life.